# Vidak Buntić
Vidak Buntić (Veliki Ograđenik, Čitluk, 28. siječnja 1942. - ? 1972.), bio je hrvatski politički emigrant i revolucionar.
Bio je članom Hrvatskog revolucionarnog bratstva koji je bio u Bugojanskoj skupini.
Predao se je jugoslavenskim vlastima 25. srpnja 1972. godine između Zagvozda i Žeževice. Nije točno poznata njegova sudbina, no smatra se da je vrlo vjerojatno smaknut 1972. godine.